# Jean-Roch Coignet
Pour les articles homonymes, voir Coignet.
Ne pas confondre avec Jean Coignet 
(1855-1947), homme politique français.
Pour la série télévisée, voir Jean-Roch Coignet (mini-série).
Jean-Roch Coignet, plus connu sous le nom de capitaine Coignet, né à Druyes-les-Belles-Fontaines le 16 août 1776 et mort à Auxerre où il est inhumé le 10 décembre 1865, est un officier français et un mémorialiste du Premier Empire.

## Biographie

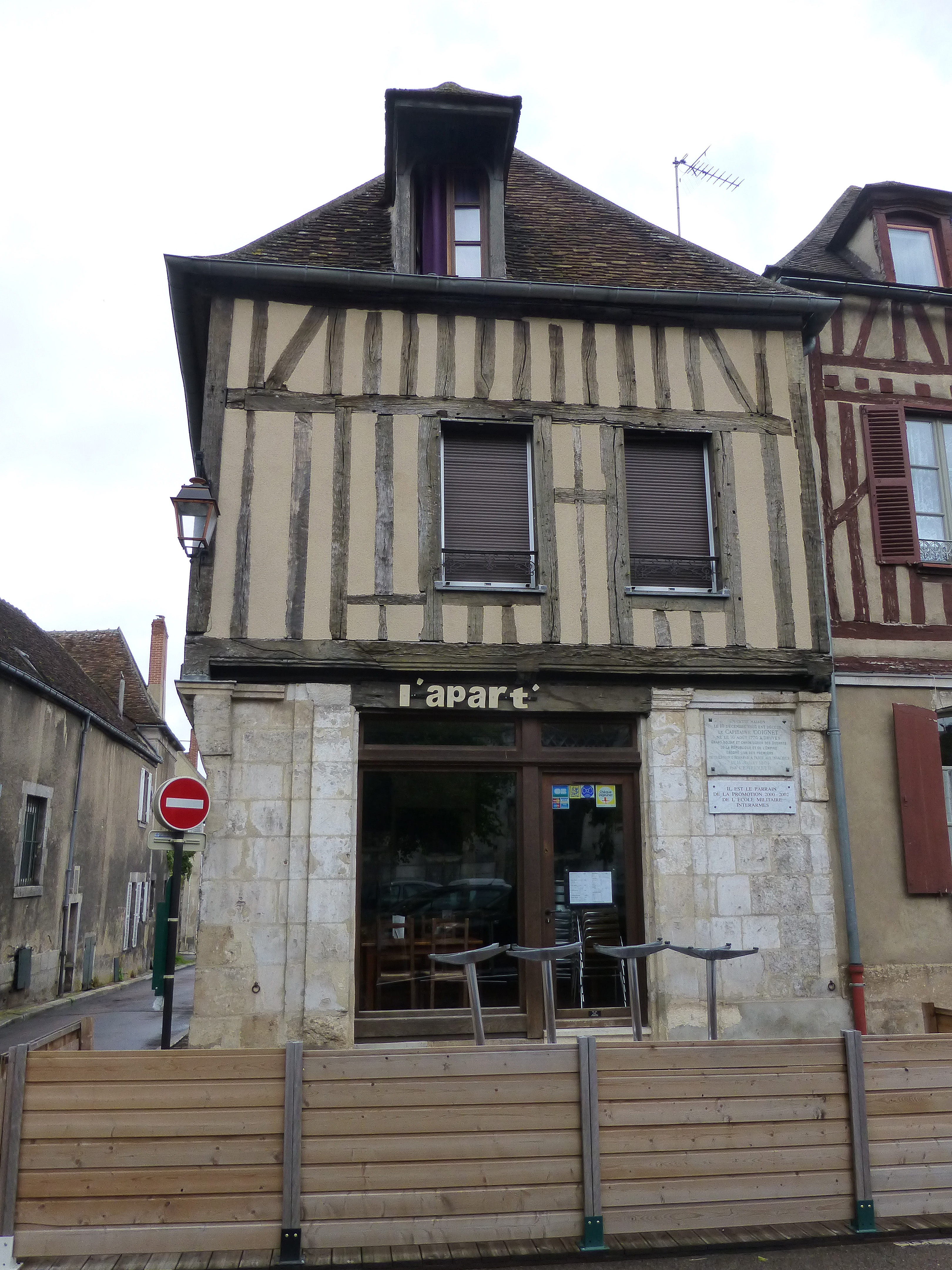
Maison d'Auxerre où mourut le capitaine Coignet en 1865.

### Famille
Jean-Roch Coignet naît à Druyes-les-Belles-Fontaines, département de l'Yonne, le 16 août 1776.
Il est le fils de Pierre Coignet et Marie Pelé. Enfant pauvre, il est presque abandonné à lui-même, bien que fils d'aubergiste.

### Carrière militaire
Coignet est conscrit en 1799.
Jusqu'en 1815, et Waterloo, Coignet participe à toutes les campagnes du Consulat et de l'Empire.
Il assiste notamment aux batailles ou combats suivants : Montebello, où il obtient un fusil d'honneur, Marengo (1800) ; Ulm, Austerlitz (1805) ; Iena, Eylau, Friedland, prise de Berlin (1806-1807) ; Somosierra, prise de Madrid (1808) ; Eckmühl, Essling, Wagram (1809) ; Smolensk, Moskowa (1812) ; Lützen, Bautzen, Dresde, Hanau (1813) ; campagne de France (1814) (14 combats ou batailles) et Waterloo (1815).
Jean-Roch Coignet termine sa carrière militaire comme capitaine de la Garde impériale et officier de la Légion d'honneur.
Chevalier de la Légion d'honneur depuis le 25 prairial an XII, promu officier de l'ordre durant les Cent-Jours[réf. nécessaire], il n'est officiellement autorisé à porter cette dernière décoration qu'en 1847, en référence à une ordonnance de 1831 sur les décorations accordées pendant les Cent-Jours.

### Retour à la vie civile
Retiré à Auxerre, où il tient une auberge, Jean-Roch Coignet commence à écrire ses souvenirs après le décès de son épouse, survenu en août 1848. Ceux-ci sont d'abord publiés à Auxerre entre 1851 et 1853 sous le titre Aux vieux de la vieille.

### Décès
Jean-Roch Coignet meurt à Auxerre le 10 décembre 1865. Il est inhumé dans la chapelle funéraire familiale au cimetière Saint-Amâtre d'Auxerre.

## Vie privée
Il épouse le 17 août 1818 Anne-Marie Baillet (née à Auxerre en 1784),.

## Ses mémoires

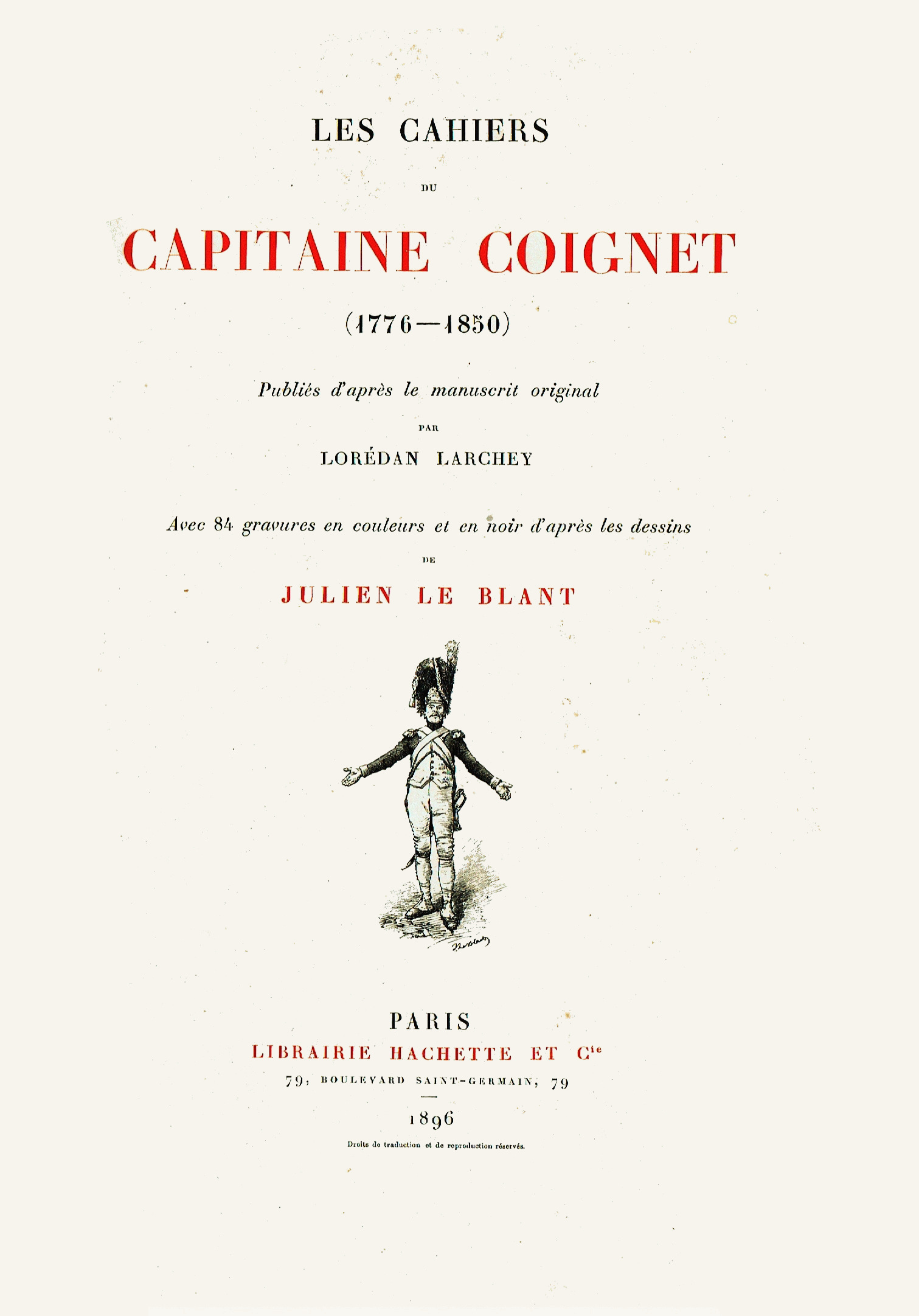
Titre de ses mémoires en édition de 1896.

Le premier tirage de ses mémoires, de 500 exemplaires, est directement vendu par Coignet à ses clients. Ces « cahiers » sont écrits dans un français approximatif, Coignet n'ayant appris à lire et à écrire selon ses dires qu'en « 1808, entre Friedland et Wagram ».
En 1883, un érudit, Lorédan Larchey, en révisant le style de l’auteur, publie de larges extraits de Aux vieux de la vieille sous le titre Les cahiers du capitaine Coignet. Le succès est immédiat. Ces souvenirs sont dès lors constamment réédités, mais la première édition intégrale n'est publiée qu'en 1968 chez Hachette par l’académicien Jean Mistler, qui l’assortit d'une importante préface. Ses mémoires donnent un témoignage coloré, bien que parfois sujet à caution, sur les Guerres napoléoniennes, participant ainsi à l'édification de la légende napoléonienne.
En 1969, Claude-Jean Bonnardot en réalise une adaptation en 7 épisodes couleurs qui sont diffusés sur la première chaîne de l'ORTF, avec Henri Lambert dans le rôle principal.

## Décorations
- 1er Officier de la Légion d'honneur[Quand ?] ; chevalier par décret du 25 prairial an XII décoré des mains du Premier consul le 14 juillet 1804 aux Invalides.
- Médaille de Sainte-Hélène[8].

## Hommages
Une place porte son nom à la ville haute de Coulommiers.
Une rue porte son nom à Auxonne.
Un collège porte son nom à Courson-les-Carrières.
Il a été choisi comme parrain de la 40e promotion de l’École militaire interarmes (2000-2002).
Une association de reconstitution historique porte son nom. Ils participent notamment à la reconstitution de la bataille d'Austerlitz.

## Sources
- « Cote LH/561/28 », base Léonore, ministère français de la Culture
- Coignet, Jean-Roch : Aux Vieux de la vieille ! Souvenirs de Jean-Roch Coignet, soldat de la 96e demi-brigade..., Auxerre : Perriquet, 1851-1853.
- Anonyme, Notice, sur Les Cahiers de Capitaine Coignet, dans Les Veillées populaires, n° 2, le 23 novembre 1899, p. 1-3, Paris : Librairie Hachette
- Historia , no 5067, décembre 2005, p. 60, Austerlitz